# 天主教柏林总教区
天主教柏林總教區（德語：Erzbistum Berlin；拉丁語：Archidioecesis Berolinensis）是羅馬天主教在德國柏林設立的一個總教區。總教區下設德累斯頓-梅森教區和格爾利茨教區

## 歷史
柏林總教區於1930年8月13日由教宗庇護十一世下令設立，1994年6月27日由教宗若望·保祿二世下令升為總教區。

## 現況

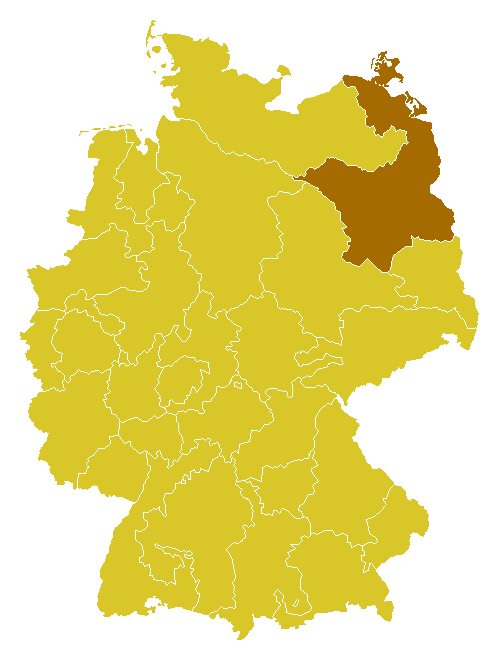
柏林總教區管轄範圍圖

2011年，有教友401,558人，佔轄區總人口6.9%、103個堂區、417名司鐸、32名執事、142名修士、543名修女。

柏林總教區牧徽